# اوردینگن
اوردینگن (به هلندی: Everdingen) یک منطقهٔ مسکونی در هلند است که در فیانن واقع شده‌است. اوردینگن ۱٬۲۹۵ نفر جمعیت دارد.